# Oberamt Gerabronn

Karte der württembergischen Oberämter, Stand 1926

Das Oberamt Gerabronn war ein Verwaltungsbezirk im Nordosten Württembergs (auf beigefügter Karte Nr. 17), der 1934 in Kreis Gerabronn umbenannt und 1938 aufgelöst wurde. Dabei kamen die meisten Gemeinden zum Landkreis Crailsheim, der seinerseits 1973 im Landkreis Schwäbisch Hall aufging. Allgemeine Informationen zu württembergischen Oberämtern siehe Oberamt (Württemberg).

## Geschichte

Oberamt Gerabronn, Gebietsstand 1813, mit den früheren Herrschaftsgrenzen
Legende

Ende des 18. Jahrhunderts war die östliche Hohenloher Ebene unter viele Herrschaften aufgeteilt, die bis 1806 sämtlich unter bayerische oder württembergische Hoheit kamen. Gerabronn wurde anfangs bayrisch und zum Sitz eines bayrischen Landgerichtsbezirks, was einem heutigen Landkreis entspricht und gehörte zum Rezatkreis.
Die württembergischen Neuerwerbungen um Langenburg und Bartenstein gehörten zunächst zum Oberamt Nitzenhausen, dessen Sitz 1809 nach Ingelfingen verlegt wurde. Nachdem die Königreiche Bayern und Württemberg im Pariser Vertrag die gemeinsame Grenze endgültig festgelegt hatten, wurde im Oktober 1810 aus den von Bayern abgetretenen Orten – darunter Blaufelden, Gerabronn und Kirchberg – und dem nordöstlichen Teil des Oberamtes Ingelfingen das neue Oberamt Blaufelden gebildet. Im Juli 1811 verlegte man den Amtssitz nach Gerabronn und vergrößerte den Bezirk um die Unterämter Langenburg und Bartenstein nach Westen; im Norden und Süden erfolgten kleinere Grenzänderungen. Die staatlichen Behörden waren auf mehrere Orte verteilt: das Kameralamt wurde in Rot am See untergebracht, das Amtsgericht residierte ab 1823 in Langenburg.
Nachbarn des von 1818 bis 1924 dem Jagstkreis zugeordneten Bezirks waren die württembergischen Oberämter Mergentheim, Künzelsau, Hall und Crailsheim sowie der bayerische Rezatkreis (ab 1838 Regierungsbezirk Mittelfranken) mit den Landgerichten bzw. Bezirksämtern Feuchtwangen und Rothenburg ob der Tauber.

### Ehemalige Herrschaften

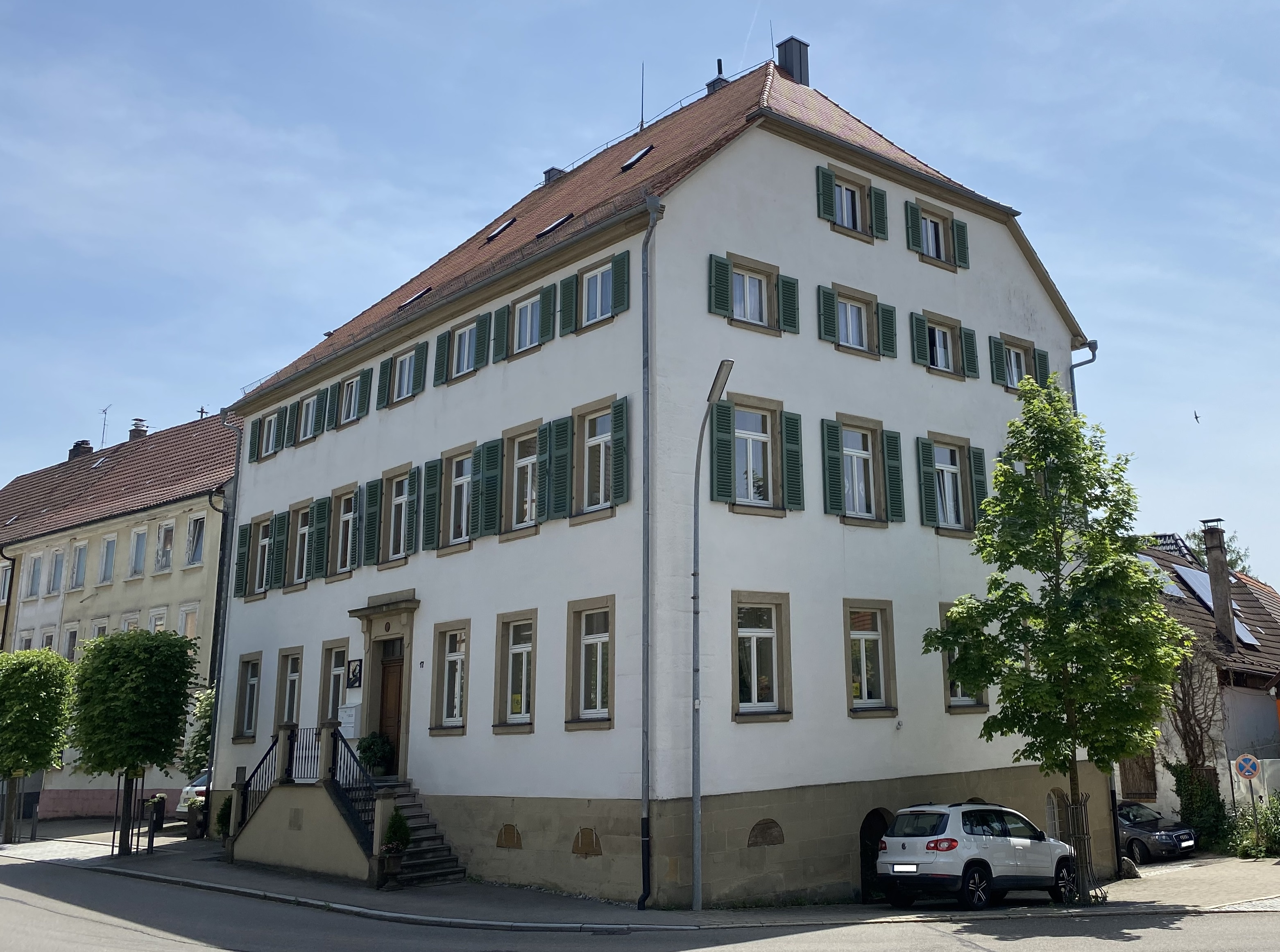
Oberamtei in Gerabronn, 1811 bis 1938 Sitz des württembergischen Oberamts. An der Stelle stand zuvor das 1590 errichtete Kastenamt der Markgrafen von Brandenburg-Ansbach, ehe 1793 dieses Gebäude zunächst als Sitz der preußischen Verwaltung errichtet wurde.

1813, nach Abschluss der Gebietsreform, setzte sich der Bezirk aus Bestandteilen zusammen, die im Jahr 1800 (wenn nicht anders angegeben, ganz oder großteils) zu folgenden Herrschaften gehört hatten:
- Preußen, Brandenburg-Ansbach: Gerabronn, Blaufelden, Rot am See, Wallhausen, Wiesenbach, Beimbach, Michelbach an der Heide.
- Hohenlohe-Bartenstein: Bartenstein, Herrentierbach, Riedbach. Die im Landespurifikationsvertrag 1797 von Preußen an Bartenstein abgetretenen Orte um Wittenweiler wurden als Amt Werdeck getrennt verwaltet.
- Hohenlohe-Ingelfingen: Schrozberg, Schmalfelden.
- Hohenlohe-Kirchberg: Kirchberg, Gaggstatt, Lendsiedel, Kupferhof, Hessenau, Leofels, Anteile an Ruppertshofen, Obersteinach und Sandelsbronn.
- Hohenlohe-Langenburg: Langenburg, Bächlingen, Lindlein, Raboldshausen.
- Hohenlohe-Öhringen, Amt Weikersheim: Sichertshausen.
- Hochstift Würzburg
Zur Herrschaft Haltenbergstetten gehörte Niederstetten mit Ermershausen, zur domkapitlischen Herrschaft Braunsbach ein Teil von Obersteinach. Das landsässige Ritterstift Comburg besaß Anteile an Kleinallmerspann, Dörrmenz, Mistlau, Lendsiedel und Gaggstatt.
- Fürst von Schwarzenberg: Michelbach an der Lücke.
- Reichsstadt Rothenburg ob der Tauber: Brettheim, Gammesfeld, Hausen am Bach, Leuzendorf, Oberstetten, Reubach, Spielbach, Wildentierbach, sowie die meisten der später zu diesen Gemeinden gehörigen Weiler und Höfe.
- Reichsstadt Hall: Ruppertshofen (teilweise).
- Deutscher Orden, Amt Nitzenhausen: Obersteinach, Sandelsbronn, Niederweiler (je teilweise).
- Reichsritterschaft
Beim Kanton Odenwald der fränkischen Ritterschaft waren immatrikuliert:
  - Morstein mit Dünsbach, Hornberg (Freiherr von Crailsheim),
  - Niedersteinach (Freiherr von Gemmingen),
  - Amlishagen (Freiherr vom Holtz),
  - Hengstfeld mit Asbach, Roßbürg und Schönbronn (von Wollmershausen Erben).
  - Zum Rittergut Erkenbrechtshausen des Freiherrn von Seckendorf gehörten Anteile an Lendsiedel, Gaggstatt, Schainbach, Ober- und Niederwinden.

## Gemeinden

### Einwohnerzahlen 1847
Die folgenden 34 Gemeinden waren dem Oberamt 1847 unterstellt:
| frühere Gemeinde        | Einwohnerzahl 1847 | Einwohnerzahl 1847 | Einwohnerzahl 1847 | Einwohnerzahl 1847 | heutige Gemeinde       |
| frühere Gemeinde        | evangel.           | kathol.            | Sektirer           | Israeliten         | heutige Gemeinde       |
| ----------------------- | ------------------ | ------------------ | ------------------ | ------------------ | ---------------------- |
| Gerabronn               | 1606               | 10                 | –                  | 51                 | Gerabronn              |
| Amlishagen              | 487                | –                  | –                  | –                  | Gerabronn              |
| Bächlingen              | 727                | –                  | –                  | –                  | Langenburg             |
| Bartenstein             | 269                | 813                | –                  | –                  | Schrozberg             |
| Blaufelden              | 1220               | 12                 | –                  | –                  | Blaufelden             |
| Brettheim               | 905                | –                  | –                  | –                  | Rot am See             |
| Dünsbach                | 1073               | 4                  | –                  | 99                 | Gerabronn              |
| Gaggstatt               | 1181               | –                  | –                  | –                  | Kirchberg an der Jagst |
| Gammesfeld              | 470                | 2                  | –                  | –                  | Blaufelden             |
| Hausen                  | 402                | –                  | –                  | –                  | Rot am See             |
| Hengstfeld              | 674                | 1                  | 9                  | 119                | Wallhausen             |
| Herrenthierbach         | 707                | 69                 | –                  | –                  | Blaufelden             |
| Hornberg                | 417                | 7                  | –                  | –                  | Kirchberg an der Jagst |
| Kirchberg               | 1345               | 15                 | –                  | 6                  | Kirchberg an der Jagst |
| Langenburg              | 1516               | 8                  | 14                 | –                  | Langenburg             |
| Lendsiedel              | 961                | 11                 | –                  | –                  | Kirchberg an der Jagst |
| Leutzendorf 1           | 714                | 1                  | –                  | –                  | Schrozberg             |
| Lindlein                | 270                | –                  | –                  | –                  | Schrozberg             |
| Michelbach an der Lücke | 534                | 5                  | –                  | 184                | Wallhausen             |
| Niederstetten           | 1073               | 247                | –                  | 217                | Niederstetten          |
| Ober-Steinach           | 451                | 2                  | –                  | –                  | Ilshofen               |
| Ober-Stetten            | 740                | 3                  | –                  | –                  | Niederstetten          |
| Raboldshausen 2         | 623                | –                  | –                  | –                  | Blaufelden             |
| Reubach                 | 587                | –                  | –                  | –                  | Rot am See             |
| Riedbach                | 597                | 68                 | –                  | –                  | Schrozberg             |
| Roth am See             | 1518               | 12                 | –                  | –                  | Rot am See             |
| Ruppertshofen           | 577                | 6                  | –                  | –                  | Ilshofen               |
| Schmalfelden            | 337                | 1                  | –                  | –                  | Schrozberg             |
| Schrotzberg             | 1699               | 6                  | –                  | 8                  | Schrozberg             |
| Spielbach               | 722                | –                  | –                  | –                  | Schrozberg             |
| Wallhausen              | 800                | –                  | –                  | –                  | Wallhausen             |
| Wiesenbach              | 1074               | 8                  | –                  | 48                 | Blaufelden             |
| Wildenthierbach         | 536                | –                  | –                  | –                  | Niederstetten          |
| Wittenweiler            | 331                | –                  | –                  | –                  | Blaufelden             |
| Summe                   | 27270              | 1340               | 23                 | 732                |                        |

### Änderungen im Gemeindebestand seit 1813

Gemeinden und Markungen um 1860

Um 1818 zählte das Oberamt 31 Schultheißereien, darunter die vier Städte Langenburg, Kirchberg, Niederstetten und Bartenstein. Nachdem die Verfassung von 1819 die Grundlage für die kommunale Selbstverwaltung bereitet hatte, erlangte auch Hornberg, das vorübergehend zu Kirchberg gehört hatte, wieder seine Eigenständigkeit.
1825 wurde Lindlein (mit Großbärenweiler und Naicha) von Schmalfelden getrennt und zur selbständigen Gemeinde erhoben. Um 1825 wurde die Gemeinde Lenkerstetten aufgehoben, wobei Beimbach nach Gerabronn, die übrigen Orte nach Gaggstatt eingegliedert wurden.
1828 wurde Wittenweiler von Blaufelden getrennt und zur selbständigen Gemeinde erhoben. Ferner wurden bis 1828 umgemeindet: Söllbot von Obersteinach nach Bächlingen, Windisch-Brachbach von Obersteinach nach Dünsbach, Niederwinden von Gaggstatt nach Rot am See.
1830 wurde Reubach von Brettheim getrennt und zur selbständigen Gemeinde erhoben, der auch die Orte Kleinansbach (zuvor Teil der Gemeinde Hausen) und Kühnhard (zuvor Teil der Gemeinde Rot am See) zugeteilt wurden.
1849 wurde Weckelweiler von Gaggstatt nach Lendsiedel umgemeindet, Windisch-Brachbach kehrte zur Gemeinde Obersteinach zurück.
1850 wurde die neue Gemeinde Beimbach aus Teilen von Gerabronn (Markung Beimbach), Rot am See (Markung Kleinbrettheim) und Gaggstatt (Markungen Heroldhausen, Lenkerstetten, Werdeck) gebildet. Die neue Gemeinde Michelbach an der Heide entstand aus Teilen von Gerabronn (Markungen Michelbach, Kupferhof, Liebesdorf, Rechenhausen), Langenburg (Markung Binselberg) und Gaggstatt (Markung Seibotenberg). Von der 1850 aufgehobenen Gemeinde Lindlein kamen die Orte Lindlein und Großbärenweiler zur Gemeinde Schmalfelden, Naicha hingegen zur Gemeinde Wiesenbach.
1852 wurden Klopfhof und Meisenhof von Riedbach nach Bartenstein umgemeindet.
1878 wurde Lentersweiler von Wittenweiler nach Billingsbach umgemeindet.
1886 erhielt Gerabronn das Stadtrecht.
1927 wurde Mittelbach von Herrentierbach nach Billingsbach umgemeindet.

## Amtsvorsteher
- 1810–1811: Johann Gottlieb Friedrich Hess (1773–?)
- 1811–1831: Friedrich Ernst Koch (1775–1860)
- 1831–1838: Jacob Friedrich von Magenau (1796–1857)
- 1838–1848: Friedrich Hoyer (1785–1855)
- 1848–1854: Hermann Süskind (1812–1872)
- 1854–1869: Eduard Sprandl (1822–1894)
- 1869–1873: Eduard Bacmeister (1825–1922)
- 1873–1877: Karl von Bellino (1827–1919)
- 1877–1887: Heinrich von Maier (1843–1914)
- 1887–1891: Wilhelm Adolf Speidel (1850–1891)
- 1891–1896: Jakob Ott (1858–1913)
- 1896–1900: Viktor Josef Fezer (1861–1927)
- 1900–1910: Josef Anton Neher (1861–1923)
- 1911–1918: Anton Beutel (1868–1949)
- 1918–1923: Ludwig Nägele (1869–1950)
- 1923–1938: Wilhelm Wöhrle (1880–1960)